# Phan Lâm Phương
Phan Lâm Phương (sinh ngày 20 tháng 9 năm 1949) là một chính trị gia người Việt Nam. Ông nguyên là Chủ tịch Ủy ban nhân dân tỉnh Quảng Bình, đại biểu quốc hội Việt Nam khóa IX (1992-1997) thuộc đoàn đại biểu quốc hội tỉnh Quảng Bình.

## Xuất thân
Ông quê quán ở xã Hải Trạch, huyện Bố Trạch, tỉnh Quảng Bình.

## Sự nghiệp
- Tỉnh ủy viên, Phó Chủ nhiệm Ủy ban Kế hoạch Nhà nước tỉnh Quảng Bình
- Từ tháng 3-1993 đến tháng 12-1994, Ủy viên Thường vụ Tỉnh ủy, Chủ nhiệm Ủy ban Kế hoạch Nhà nước tỉnh Quảng Bình
- Từ tháng 1-1995, Ủy viên thường vụ Tỉnh ủy, Phó Chủ tịch Thường trực UBND tỉnh Quảng Bình
- Phó Bí thư Tỉnh ủy, chủ tịch UBND tỉnh Quảng Bình.
- Ông nghỉ hưu tháng 10 năm 2009. Ông Nguyễn Hữu Hoài giữ chức Chủ tịch Ủy ban nhân dân tỉnh Quảng Bình thay ông Phan Lâm Phương.[3]